# Волово (Архангельская область)
Волово — деревня в Плесецком районе Архангельской области.

## География
Находится в западной части Архангельской области на расстоянии приблизительно 95 км на юго-запад по прямой от административного центра района поселка Плесецк на левом берегу реки Онега.

## История
Возникла не позднее середины XVI века. До середины XX века здесь находился целый Воловский куст деревень, большинство из которых сейчас исчезли, за исключением Подвязной и Королёвской (которые соответствуют ныне существующей деревне Волово) и расположенной на противоположном берегу Онеги деревни Михайловской. В 1873 году в Подвязной и Королёвской насчитывалось 46 дворов. В 1905 году в этих деревнях насчитывалось 32 двора (деревня Подвязная), 21 (Королёвская). Тогда эти деревни входили в Каргопольский уезд Олонецкой губернии. До 2016 года Волово входило в Кенорецкое сельское поселение, с 2016 по 2021 в Конёвское сельское поселение до его упразднения.

## Население
Численность населения: 101 человек (1712-1713 годы), 219 человек (1873), 180 человек (Подвязная), 95 (Королёвская) в 1905 году, 4 (русские 100 %) в 2002 году, 1 в 2010.